# Quilombo Ariramba
Ariramba é uma comunidade remanescente de quilombo, população tradicional brasileira, localizada entre os municípios brasileiros de Óbidos e Oriximiná, no Pará. A comunidade de Ariramba é formada por uma população de 27 famílias, distribuídas em uma área de 12496,2941 hectares. O território foi certificado como remanescente de quilombo (reminiscências históricas de antigos quilombos) em 2006, pela Fundação Cultural Palmares.
Esta comunidade teve o Relatório Técnico de Identificação e Delimitação publicado em 2017(etapa da regularização fundiária), mas ainda está com a situação fundiária em análise (não titulada) no INCRA.

## História
O nome da comunidade remete à ave Ariramba, que usa seu bico longo e fino para cavar buracos profundos, onde seus ninhos ficam protegidos dos predadores; e também ao igarapé que dá acesso à comunidade.  A comunidade foi fundada por Joaquim dos Santos Oliveira e por Tereza dos Santos Oliveira na década de 1970.

## Tombamento
O tombamento de quilombos é previsto pela Constituição Brasileira de 1988, bastando a certificação pela Fundação Cultural Palmares:
Art. 216. Constituem patrimônio cultural brasileiro os bens de natureza material e imaterial, tomados individualmente ou em conjunto, portadores de referência à identidade, à ação, à memória dos diferentes grupos formadores da sociedade brasileira [...]
§ 5º Ficam tombados todos os documentos e os sítios detentores de reminiscências históricas dos antigos quilombos.
Portanto, a comunidade quilombola de Ariramba é um patrimônio cultural brasileiro, tendo em vista que recebeu a certificação de ser uma "reminiscência histórica de antigo quilombo" da Fundação Cultural Palmares no ano de 2006.

## Situação territorial
A falta do título da terra (regularização fundiária) cria para as comunidades quilombolas uma dificuldade de desenvolver a agricultura, além dos conflitos com os fazendeiros de suas regiões e a impossibilidade de solicitar políticas sociais e urbanas para melhorias de condições de vida, como infraestrutura urbana de redes de energia, água e esgoto.
As grande maioria das casas da comunidade é construída em madeira e/ou palha e coberta com telhas de fibrocimento. O igarapé é a fonte de água para uso geral. A energia elétrica vem de geradores a óleo diesel. Uma única residência tem equipamentos com acesso à internet. Não há linha de ônibus municipal que chegue à comunidade. O deslocamento mais longo de pessoas e da produção agrícola é feito com barcos a motor particulares ou em sistema de sociedade. Os moradores possuem embarcações pequenas (como canoas, bajaras ou rabetas) para a movimentação nos limites do território e até as imediações. A comunidade possui o barco "Mensageiro da Fé", para 20 passageiros, para a realização de atividades comunitárias.

Povos Tradicionais ou Comunidades Tradicionais são grupos que possuem uma cultura diferenciada da cultura predominante local, que mantêm um modo de vida intimamente ligado ao meio ambiente natural em que vivem. Através de formas próprias: de organização social, do uso do território e dos recursos naturais (com relação de subsistência), sua reprodução sócio-cultural-religiosa utiliza conhecimentos transmitidos oralmente e na prática cotidiana.